# Roca de Viella
La Roca de Viella és un cim de 1.096 metres d'altitud del terme municipal d'Abella de la Conca, a la comarca del Pallars Jussà.
Es troba a ponent de la vila d'Abella de la Conca, al sud de la Roca de la Coma, entre la Roca de la Casa Vella, a ponent, i les Roques de Magaró, a llevant. És al sud-oest del cim de Sarsús. Entre el sector principal de la Roca de Viella i un fragment seu que queda una mica més a ponent s'obre el Pas de Finestres. Encara més a ponent es troba el Pas del Comellar.
Es tracta d'un topònim romànic descriptiu: és la roca que domina la partida de la Viella. Segons adverteix Joan Coromines, cal no confondre aquest viella amb el nom de la vila capital de l'Aran, Vielha. Mentre el topònim aranès procedeix, en occità, de l'equivalent al català vella, el pallarès és un diminutiu de via (camí, carretera). Així, Viella seria equivalent d'el caminet.